# パリ13アトレティコ
パリ13アトレティコ（仏: Paris 13 Atletico） はフランス・パリを本拠地とするサッカークラブ。2024-25シーズンはフランス全国選手権（3部）に所属する。

## 歴史
1968年、FCゴブラン（Football Club des Gobelins）の名で設立された。
長い間県リーグを主戦場としてきたいわゆる街クラブであったが2000年代後半から急激に力を付け、2008年には県リーグからイル＝ド＝フランス地域リーグ3部に昇格。その6年後の2014年には地域リーグ1部、さらに2017年には初の全国の舞台であるフランス全国選手権3へとわずか10年足らずで次々と昇格の階段を駆け上っていった。
またこの間の2012年にはスタッド・オリンピック・パリを吸収合併してFCゴブラン・パリ13へと変更している。

2020年、クラブ名を現行のパリ13アトレティコへと再度変更。これに伴いクラブのロゴもパリ・サンジェルマンやパリFCと同じエッフェル塔をモチーフにしたものに変更された。

だがこの変更は単にクラブの知名度を上げるために正当化しようとしている方便に過ぎない、クラブの歴史を尊重していない等数多くの批判がマスコミやSNS等で殺到した。

## 歴代所属選手

### 主な下部組織出身選手
- アルノー・ノルダン 2006–11
- スングトゥ・マガッサ 2017–18

## 主な成績
- フランスアマチュア選手権グループB：1回（2023-2024）
- フランスアマチュア選手権2グループL：1回（2022-2023）